# Rio Maria Preta
Rio Maria Preta är ett vattendrag i Brasilien.   Det ligger i delstaten Santa Catarina, i den södra delen av landet, 1 300 km sydväst om huvudstaden Brasília.
Omgivningarna runt Rio Maria Preta är en mosaik av jordbruksmark och naturlig växtlighet. Runt Rio Maria Preta är det glesbefolkat, med 17 invånare per kvadratkilometer.